# Mikołaj Mieleszko
Mikołaj Mieleszko herbu Korczak – stolnik nowogrodzkosiewierski w latach 1640–1651, rotmistrz królewski w 1651 roku.
Jego protektorem był ojczym Aleksander Piaseczyński.
W 1648 roku był elektorem Jana II Kazimierza Wazy z województwa czernihowskiego i powiatu nowogrodzkosiewierskiego.